# Metynnis
Metynnis es un género de peces de la familia Characidae y de la orden de los Characiformes.

## Especies
- Metynnis altidorsalis (C. G. E. Ahl, 1923)[1]
- Metynnis argenteus (C. G. E. Ahl, 1923)[1]
- Metynnis cuiaba (Pavanelli, Ota & Petry, 2009)[1]
- Metynnis fasciatus (C. G. E. Ahl, 1931)[1]
- Metynnis guaporensis (C. H. Eigenmann, 1915)[1]
- Metynnis hypsauchen (J. P. Müller & Troschel, 1844)[1]
- Metynnis lippincottianus (Cope, 1870)[1]
- Metynnis longipinnis (Zarske & Géry, 2008)[1]
- Metynnis luna Cope, 1878)[1]
- Metynnis maculatus (Kner, 1858)[1]
- Metynnis mola (C. H. Eigenmann & C. H. Kennedy, 1903)[1]
- Metynnis orinocensis (Steindachner, 1908)[1]
- Metynnis otuquensis (C. G. E. Ahl, 1923)[1]
- Metynnis polystictus (Zarske & Géry, 2008)[1]